# Theodor Trumpler
Theodor Trumpler (* 7. April 1907; † 16. Januar 1992) war ein deutscher Fußballspieler.

## Karriere
Trumpler kam 1929 vom Stadtteilverein Germania Ginnheim zur Frankfurter Eintracht. Gleich in seiner ersten Spielzeit 1929/30 konnte Trumpler mit der den Riederwäldern deren ersten süddeutschen Meistertitel feiern, im Viertelfinale der Endrunde um die deutsche Meisterschaft reichten seine zwei Tore gegen Holstein Kiel nicht aus, die Eintracht schied mit 2:4 aus. Zwei Jahre später, in der Runde 1931/32 errangen die Riederwälder erneut den süddeutschen Titel und zogen in der sich anschließenden Endrunde ins Finale ein. Dort traf die Eintracht, wie schon zuvor im süddeutschen Endspiel, auf Bayern München, unterlag in dieser Begegnung aber mit 0:2.
Der auf der halbrechten Angriffsposition spielende, technisch versierte Trumpler war in diesen Jahren eine feste Größe bei der Eintracht, und wurde mehrfach in die süd- bzw. südwestdeutsche Auswahl berufen. 1936 beendete er seine Karriere im höherklassigen Fußball. Als bei der Eintracht in der Gauligasaison 1941/42 kriegsbedingt Spielermangel herrschte, sprang er noch einmal in sechs Ligaspielen ein.

## Erfolge
- Zweiter der Deutschen Meisterschaft 1932
- Süddeutscher Meister 1930, 1932